# Jiang Ying (voleibolista)
Jiang Ying (em chinês:  姜 英; Rongcheng, 19 de julho de 1963) é uma ex-jogadora de voleibol da China que competiu nos Jogos Olímpicos de 1984 e 1988.
Em 1984, ela fez parte da equipe chinesa que conquistou a medalha de ouro no torneio olímpico, no qual atuou em três partidas. Quatro anos depois, ela participou de cinco jogos e ganhou a medalha de bronze com o conjunto chinês no campeonato olímpico de 1988.